# Abadín
Abadín è un comune spagnolo di 3.399 abitanti situato nella comunità autonoma di Galizia, in provincia di Lugo.

## Geografia fisica

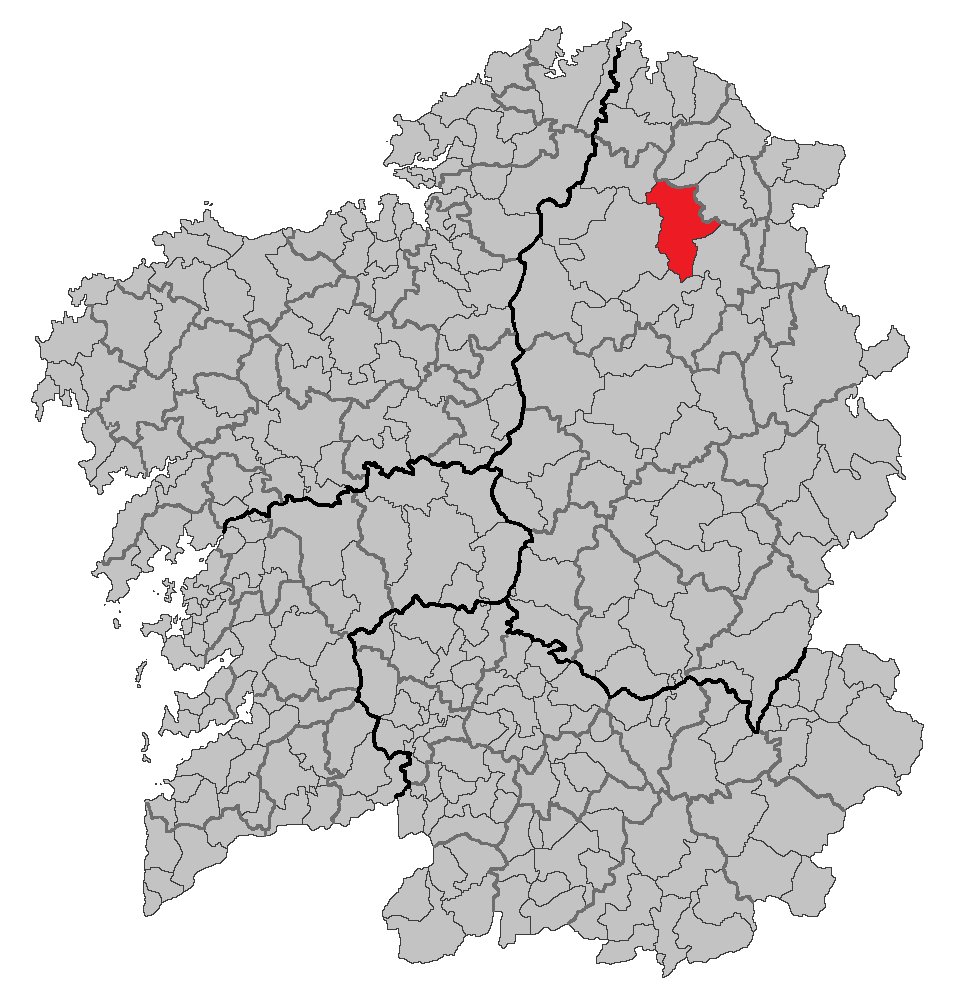
Abadín, Lugo, Galizia

Il comune è situato nel paese di Terra Chá, è attraversato dalle regioni montagnose del Xistral e della Neda e dei fiumi di Abadín e del Labrador.
L'altezza media è di circa 500 m, ma il punto di altezza maggiore è Lombo Pequeno a 1.015 m.